# Писемність

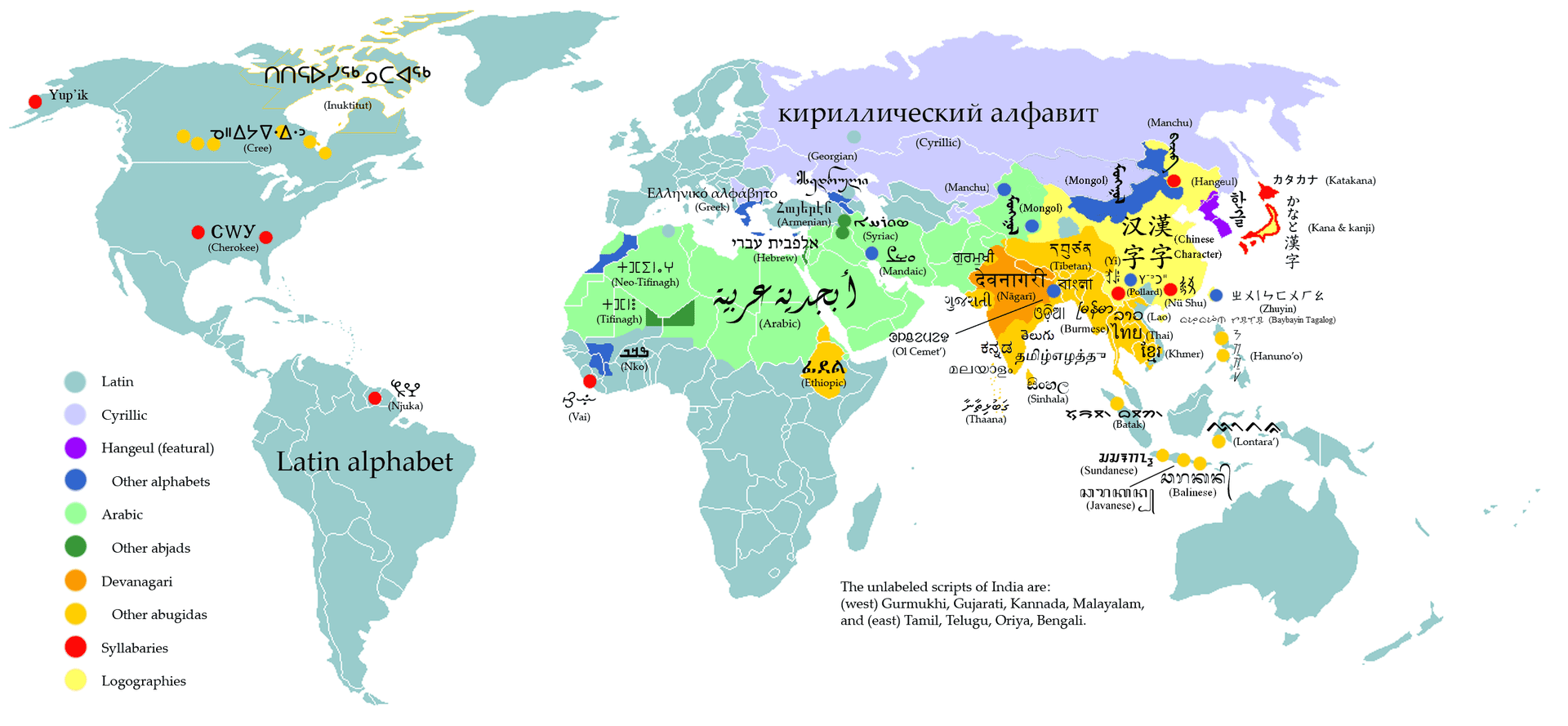
Писемності світу сьогодні.
Латиниця (абеткова)
Кирилиця (абеткова)
Хангиль (ознаково-абеткова)
Інші абетки
Арабська абетка (Консонантна писемність)
Інші консонантні писемності
Деванагарі (Абуґіда)
Інші абуґіди
Складові
Китайська писемність (логографічні)

Писе́мність — засіб передачі людської мови за допомогою знаків (див. алфавіт, абетка, ієрогліфіка, клинопис); також література, сукупність писемних пам'яток певного часу, певного народу; письменство.

## Історія писемності
Ієрогліфіка і клинопис використовували піктограми (ідеографічне письмо) і фонетичні символи, розташовані поруч. Так влаштована сучасна китайська писемність. Складове письмо, наприклад, японське, виникло з постійного використання знаку для представлення звучання короткого слова.
Найдавніші пам'ятки писемності — виявлені у гротах Кам'яної могили, шумеролог А. Г. Кифішин датує їх VII–III тис. до Р. Х. Записи віком близько 8 тис. років, виявлені на кістках тварин і панцирах черепах у провінції Хенань, Китай, в неолітичному поселенні. Їх вважають першими знаками писемності, на 2,5 тис. років древнішими, ніж клинописні записи знайдені в Месопотамії (близько 3,5 тис. до н. е.). Найпрадавніше прото-кіпу (що складається з 12 звисаючих ниток, деякі з вузликами, і обмотані навколо паличок) виявлене при розкопках герметичної кімнати однієї з великих пірамід на археологічному об'єкті Караль (долина Супі, Перу) археологом Рут Марта Шейді Соліс (Ruth Martha Shady Solís), датується воно за стратиграфічним шаром приблизно 3000 роком до н. е., у зв'язку із чим може вважатися одним із найпрадавніших (після шумерського клинопису і єгипетських ієрогліфів) засобів комунікації в людства та архівним документом.

## Розвиток писемності

### Предметне письмо
Спочатку люди не володіли ніякою писемністю. Тому було досить важко передавати інформацію на великі відстані. Відома легенда (яку розповів Геродот) про перського царя Дарія I свідчить, що одного разу він отримав послання від скіфів. Послання включало чотири предмети: птаха, мишу, жабу і стріли. Гонець, що доставив послання, повідомив, що більше нічого повідомляти йому не веліли, і з тим розпрощався з царем. Постало питання, як же інтерпретувати це послання. Цар Дарій вирішив, що скіфи віддають себе в його владу і на знак покірності принесли йому землю, воду і небо, бо миша означає землю, жаба — воду, птах — небо, а стріли означають, що скіфи відмовляються від опору. Проте один з мудреців заперечив Дарію. Він тлумачив послання скіфів зовсім інакше: «Якщо ви, перси, як птахи, не відлетите в небо, або, як миші, не зариєтеся в землю, або, як жаби, не пострибаєте в болото, то не повернетеся, уражені цими стрілами». Як виявилося надалі, цей мудрець мав рацію.
Переказана легенда розкриває той факт, що спочатку люди намагалися передавати інформацію за допомогою різних предметів. Відомими історичними прикладами наочного письма також є вампум (ірокезьке письмо, представлене різноколірними черепашками, нанизаними на мотузок) і кіпу (перуанське письмо, в якому інформація передавалася кольором і кількістю вузликів на мотузці). Звичайно, предметне письмо не було найзручнішим засобом передачі інформації та з часом люди придумали більш універсальні інструменти.
Перші схеми місцевості відомі навіть у племен, які не мали писемності. Ймовірно, малюнок на бивні мамонта, знайдений на Межиріцькій стоянці (близько середини XV тисячоліття до н. е.) є найдавнішою картосхемою, відомою в Східній Європі. Одними з найдавніших є так звана Туринська папірусна карта (XII ст. до н. е.) однієї з долин неподалік Нілу, а також Вавилонська карта світу (кінця VIII — початку VII століття до н. е.).

### Піктографічне письмо
Наступним етапом на шляху формування писемності стало письмо на основі зображень (піктограм). Можна пригадати, що зародження образотворчого мистецтва відбулося ще в часи стародавніх людей раніше появи державності. Проте ці ранні спроби все ж таки не доходили до рівня систематично використовуваного для передачі інформації інструменту. Суть піктографічного письма полягає в тому, що за допомогою певного знаку виражається деяке поняття. Наприклад, поняття «людина» може бути передане зображенням людини. Поступово спрощуючись, піктограми все більше віддаляються від початкових зображень, починають набувати множинних значень. Проте піктографія не могла виконувати всі потреби письма, що виникають з розвитком понять і абстрактного мислення, і тоді народжується ідеографія («письмо поняттями»). Вона використовується для передачі того, що не володіє наочністю. Наприклад, для позначення поняття «зіркість», яке намалювати неможливо, зображали той орган, через який воно виявляється, тобто — око. Таким чином, малюнок ока як піктограма означає «око» і як ідеограма — «зіркість». Отже, малюнок міг мати пряме і переносне значення.

### Ієрогліфічне письмо
В ієрогліфічному письмі часто важко розрізнити початкове зображення, що лежить в його основі. У ієрогліфах з'являються типові конструктивні елементи, що повторюються в різних знаках. Ймовірно, причиною цього було прагнення людини спростити запис письмового тексту, спростити навчання письма. Проте, ієрогліфічне письмо як і раніше зберігало істотний недолік: воно не мало ніякого зв'язку з вимовою слова. В результаті письмова та усна мова існували ніби окремо. Крім того, в мовах, для яких характерна зміна форми слова залежно від його синтаксичної ролі, доводилося доповнювати ієрогліфи спеціальними позначеннями для форм слів.

### Складове письмо
Значним кроком на шляху зближення усної та письмової мови стало формування складової писемності. Найвідомішими складовими писемностями є клинописні (давньоперська, аккадська та інші спадкоємці шумерського письма), західносемітські (фінікійська, арабська та інші спадкоємці давньоєгипетської ієрогліфіки) і японські складові системи (катакана і хірагана). Фінікійське письмо зіграло в житті людства дуже важливу роль. Саме воно лягло в основу грецького письма, від якого походять латиниця, кирилиця і відповідно більшість сучасних писемностей.

### Алфавітне письмо
Коли фінікійським письмом почали користуватися греки, вони зіткнулися з проблемою повноцінної передачі звучання слів за допомогою складової фінікійської системи. Річ у тому, що у фінікійському письмі, по суті, були відсутні букви для позначення голосних звуків. Для греків через специфіку утворення форм слів це виявилося незручним. Тому з'явилися спеціальні символи для позначення голосних. В результаті письмо перейшло на ще універсальніший рівень. Тепер, використовуючи близько 30 знаків, які з легкістю могла вивчити будь-яка людина, можна було передати практично будь-які слова усної мови. Алфавітне письмо через свою простоту швидко розповсюдилося по всьому світу (хоча в деяких цивілізаціях перехід до нього не відбувся).

## Типи писемності людських мов
- протописьмо («предметне письмо») — оптичні мнемонічні системи, які не відтворюють безпосереднього мовлення, а є нагадуванням чи підказкою для особи, яка приймає повідомлення.
- піктографія (малюнкове письмо) — відображення змісту повідомлення у вигляді малюнка або послідовності малюнків
- ідеографічне письмо (ієрогліфічне письмо) — за допомогою знаків записуються думки (ідеї), слова. Часто називається малюнковим, адже кожній речі в цьому письмі відповідає свій малюнок. Найдавніший у світі спосіб письма, коли слова передавали малюнками, що зображували людей, рослини або предмети чи їхні частини. Яскравим зразком ієрогліфічного письма є давньоєгипетське. Сьогодні суто ієрогліфічним письмом користуються лише китайці. Елементи ієрогліфічного письма широко присутні також у японській мові. Знаки дорожнього руху є ідеографічним письмом.
- складове письмо — за допомогою знаків записуються окремі склади цієї мови. Як правило це письмо виникає з ідеографічного, в якому цими знаками позначали односкладові слова.
- звукове (фонетичне) письмо — за допомогою знаків записуються окремі звуки даної мови. Як правило такі системи письма називають абеткою. Найдавнішою відомою абеткою є фінікійська. На її основі виникли староєврейська, арабська, грецька, кирилична і латинська абетки. Більшість сучасних народів користується саме звуковим письмом.

## Основні види писемності від XXXII ст. до н. е. до сьогодення
- Єгипетське письмо
  - Ієратичне письмо
    - Демотичне письмо
      - Мероїтська писемність

  - Протосинайське письмо
    - Палеоєврейське письмо
      - Самарянське письмо

    - Південноарабська абетка
      - Ефіопське письмо

    - Фінікійське письмо
      - Арамейське письмо
        - Гебрайська абетка
        - Сирійське письмо
          - Староуйгурське письмо
            - Монголське письмо

        - Набатейське письмо
          - Арабське письмо
            - Нко

        - Брахмі
          - Гупта
            - Сіддхам
              - Деванагарі

            - Тибетське письмо

          - Паллава
            - Кхмерське письмо
              - Тайська абетка

      - Лівійське письмо
        - Тифінаг

      - Грецька абетка
        - Коптська абетка
        - Етруська абетка
          - Латинська абетка

        - Глаголиця
          - Кирилиця

        - Вірменська писемність
        - Грузинська писемність (можливо)
        - Руни
          - Готська абетка
          - Коптська абетка

    - Угаритське письмо (можливо)
- Цзяґувень
  - Традиційні китайські ієрогліфи
    - Спрощені ієрогліфи
    - Кандзі
      - Кана
- Клинопис
  - Угаритське письмо (можливо)
  - Хетський клинопис
  - Давньоперський клинопис

## Писемності для жестових мов
Існують писемності для жестових мов. На початку XXI століття використовується система SignWriting, створена в 1974 році.